# Arhopalus angustus
Arhopalus angustus är en skalbaggsart som beskrevs av J. Linsley Gressitt 1951. Arhopalus angustus ingår i släktet Arhopalus och familjen långhorningar. Inga underarter finns listade.